# 세르히오 베르티
세르히오 앙헬 베르티(스페인어: Sergio Ángel Berti, 1969년 2월 17일, 산타 페 주 비야 콘스티투시온 ~)는 아르헨티나의 전직 프로 축구 선수로, 마녀(La Bruja)로 종종 수식되었으며, 현역 시절 미드필더로 활약했다.

## 클럽 경력
산타 페 주 비야 콘스티투시온 출신인 베르티는 1988년에 인기 구단 보카 주니어스에서 프로 무대 신고식을 치렀다. 1990년, 그는 라 봄보네라(la Bombonera)를 떠나 보카의 철천지 원수 리버 플레이트로 이적했다. 그는 붉은 사선띠 유니폼을 입고 현역 시절 대부분을 활약했지만, 잠깐 파르마와 사라고사에도 영향이 갔다. 리버 시절, 베르티는 국내 대회 3번을 포함해 5번의 우승을 거둔 황금기의 감독으로, 코파 리베르타도레스와 1997년 수페르코파 수다메리카나 등을 포함해 국내 대회도 3번 우승했다. 멕시코의 아메리카가 소유권의 반을 사들였다.
2000년 코파 리베르타도레스에서 아메리카가 보카 주니어스와 다시 1차전 준결승전을 경기를 치르 방문했고, 가족과 자신의 신변에 보카 주니어스의 바라들의 위협을 느껴 그리 큰 활약을 하지 못했다. 아메리카는 경기를 1-4로 패하고, 이후로는 아메리카와 동행하지 않았다. 2001년, 베르티는 아르헨티나 무대로 복귀해 갓 승격한 새내기 우라칸과 계약을 체결했다. 이후, 그는 에콰도르의 바르셀로나 스포르팅에서도 잠깐 활약했다.
그는 2002년, 스코틀랜드 프리미어리그의 리빙스턴에서 은퇴했는데, 시즌이 개막하기도 전에 동료 리처드 브리튼에게 침을 뱉은 것이 화근이 되었다.

## 국가대표팀 경력
베르티는 아르헨티나 국가대표팀 경기에 22번 출전해 1골을 넣었는데, 1998년 월드컵에서도 2경기 출전해 잉글랜드와의 16강전 승부차기 주자로 나와 골망을 흔들었다. 그는 1995년과 1997년 코파 아메리카에 아르헨티나 선수단 일원으로 참가하기도 했다.

## 수상
보카 주니어스
- 수페르코파 수다메리카나: 1989

파르마
- 유러피언 컵위너스컵: 1992-93

리버 플레이트
- 아르헨티나 프리메라 디비시온
  - 아페르투라: 1991, 1993, 1994, 1996, 1997
  - 클라우수라: 1997
- 코파 리베르타도레스: 1996
- 수페르코파 수다메리카나: 1997